# إدوارد دبليو. باتيسون
إدوارد دبليو. باتيسون هو محامي وسياسي أمريكي، ولد في 29 أبريل 1932 في تروي في الولايات المتحدة، وتوفي في 22 أغسطس 1990. نشط حزبياً في الحزب الديمقراطي. وقد انتخب عضو مجلس النواب الأمريكي ‏ عن دائرة New York's 29th congressional district ‏ وقد انضم خلال فترته النيابية ‏ (3 يناير 1977 – 3 يناير 1979) للكتلة البرلمانية الحزب الديمقراطي وانتخب عضو مجلس النواب الأمريكي ‏ عن دائرة New York's 29th congressional district ‏ وقد انضم خلال فترته النيابية ‏ (3 يناير 1975 – 3 يناير 1977) للكتلة البرلمانية الحزب الديمقراطي وانتخب عضو مجلس النواب الأمريكي ‏.